# Лук переодевающийся
Лук переодевающийся (лат. Allium transvestiens) — многолетнее травянистое растение, вид рода Лук (Allium) семейства Луковые (Alliaceae).

## Распространение и экология
В природе ареал вида охватывает горные районы Туркменистана. Эндемик.
Произрастает на выходах пестроцветных пород.

## Ботаническое описание
Луковица продолговато-яйцевидная, диаметром 1–1,5 мм, наружные оболочки светло-буроватые, кожистые, слегка ямчато-морщиноватые, иногда гладкие, у молодых (бесплодных) луковиц более ямчатые с продольными гребнями. Луковички многочисленные, светло-бурые, бугорчато-ямчатые. Стебель высотой 30—60 см, на четверть одетый гладкими влагалищами листьев.
Листья в числе трёх, шириной около 1,5–2 мм, дудчатые, полуцилиндрические, желобчатые, гладкие, видимо, значительно короче стебля, ко времени цветения увядающие.
Чехол в полтора раза короче зонтика, заострённый, остающийся. Зонтик коробочконосный, шаровидный, многоцветковый, густой. Цветоножки равные, в два–четыре раза длиннее околоцветника, при основании с многочисленными прицветниками. Листочки почти шаровидного околоцветника бледно-сиреневые, с более тёмной жилкой, гладкие, тупые, длиной около 3 мм, наружные лодочковидные, эллиптически-продолговатые, внутренние продолговато-яйцевидные. Нити тычинок в полтора раза длиннее листочков околоцветника, при основании между собой и с околоцветником сросшиеся, цельные, равные, шиловидные. Столбик выдается из околоцветника.

## Таксономия
Вид Лук переодевающийся входит в род Лук (Allium) семейства Луковые (Alliaceae) порядка Спаржецветные (Asparagales).
|  |                                      |  |                                                             |                                                             |                   |  | ещё 24 семейства (согласно Системе APG II) | ещё 24 семейства (согласно Системе APG II) |                         |  |  |  | ещё более 870 видов |
|  |                                      |  |                                                             |                                                             |                   |  | ещё 24 семейства (согласно Системе APG II) | ещё 24 семейства (согласно Системе APG II) |                         |  |  |  | ещё более 870 видов |
|  |                                      |  |                                                             | порядок Спаржецветные                                       |                   |  |                                            |                                            | род Лук                 |  |  |  |                     |
|  |                                      |  |                                                             | порядок Спаржецветные                                       |                   |  |                                            |                                            | род Лук                 |  |  |  |                     |
|  | отдел Цветковые, или Покрытосеменные |  |                                                             |                                                             | семейство Луковые |  |                                            |                                            | вид Лук переодевающийся |  |  |  |                     |
|  | отдел Цветковые, или Покрытосеменные |  |                                                             |                                                             | семейство Луковые |  |                                            |                                            |                         |  |  |  |                     |
|  |                                      |  | ещё 44 порядка цветковых растений (согласно Системе APG II) | ещё 44 порядка цветковых растений (согласно Системе APG II) |                   |  |                                            | ещё около 300 родов                        | ещё около 300 родов     |  |  |  |                     |
|  |                                      |  |                                                             | ещё 44 порядка цветковых растений (согласно Системе APG II) |                   |  |                                            |                                            | ещё около 300 родов     |  |  |  |                     |